# Paul Wach
Pour les articles homonymes, voir Wach.
Paul Wach, né le 10 août 1906 à Schiltigheim (Bas-Rhin) et mort le 1er mai 1974 à Strasbourg (Bas-Rhin), est un homme politique français.

## Détail des fonctions et des mandats
Mandat parlementaire
- 1952 - 1er octobre 1968 : Sénateur du Bas-Rhin